# Fountain Hills (Arizona)
Pour les articles homonymes, voir Fountain Hill.
Fountain Hills est une ville située dans le comté de Maricopa, en Arizona, aux États-Unis.

## Démographie
En 2011, la population était de 22 554 habitants pour une densité de 480 hab/km2.
| 1980  | 1990   | 2000   | 2010   | - | - |
| ----- | ------ | ------ | ------ | - | - |
| 2 771 | 10 030 | 20 235 | 22 489 | - | - |

## Jumelages
- Kasterlee (Belgique) depuis 2000
- Dierdorf (Allemagne) depuis 2005
- Concepción de Ataco (Salvador)
- Zamość (Pologne) depuis le 28 juin 2014[2],[3]